# Hollandia (afdeling)

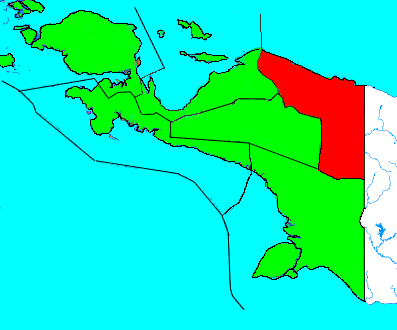
De ligging van Hollandia

De Afdeling Hollandia was een van de zes afdelingen waarin Nederlands-Nieuw-Guinea was verdeeld. De Afdeling Hollandia lag in het noordoosten van de kolonie. De hoofdplaats en zetel van de resident was Hollandia, tevens hoofdstad van de gehele kolonie. De afdeling telde zo'n 57.000 inwoners (schatting 1955), waarvan er 14.000 in de hoofdplaats Hollandia woonden.
De Afdeling Hollandia was bestuurlijk verdeeld in drie onderafdelingen:
- Hollandia (hoofdplaats: Hollandia)
- Nimboran (hoofdplaats: Genjem)
- Sarmi (hoofdplaats: Sarmi)

Daarnaast lag er in het binnenland het exploratieressort Oost Bergland
Hollandia · Geelvinkbaai · Centraal Nieuw-Guinea · West Nieuw-Guinea · Fak-Fak · Zuid Nieuw-Guinea